# Günter Lumer
Günter Lumer (1929-2005) est un mathématicien connu pour ses travaux en analyse fonctionnelle. Né en Allemagne et élevé en France et en Uruguay, il a effectué sa carrière professionnelle aux États-Unis et en Belgique.

## Biographie
Lumer est né à Francfort, en Allemagne, le 29 mai 1929. Sa famille a fui les nazis en 1933 pour s'installer en France, puis de nouveau en 1941 en Uruguay, où il est devenu citoyen. Lumer a étudié à l'université de la République, où il a subi l'influence de Paul Halmos ; son premier article sur les mathématiques, publié en 1953, a été rédigé conjointement par Halmos et Juan Jorge Schäffer. Il a obtenu un diplôme en génie électrique à Montevideo en 1957 et s'est rendu à l'université de Halmos, l'université de Chicago, dans le cadre d'une bourse Guggenheim,. À Chicago, il termine un doctorat en 1959 sous la supervision d'Irving Kaplansky, avec une thèse intitulée « Numerical Range and States ». 
Après des postes à court terme à l’université de Californie à Los Angeles et à l’université Stanford, il a rejoint la faculté de l’université de Washington en 1961. Il s’est ensuite installé à l’université de Mons-Hainaut en 1973, puis aux Instituts internationaux Solvay de physique et chimie à Bruxelles en 1999, où il est resté jusqu'à sa mort en 2005,.   

## Travaux
Il est le co-auteur avec Ralph S. Phillips (1913–1998) du théorème de Lumer–Phillips (en) sur les demi-groupes d'opérateurs sur les espaces de Banach et a été le premier à étudier les produits semi-internes (en). 
Son travail sur les équations d'évolution est également utilisé, avec les opérateurs d'évolution, dans l'étude de l'évolution du temps, en mécanique quantique.
Il a co-organisé et édité les actes du « premier congrès franco-belge sur les équations aux dérivées partielles », congrès qui s'est tenu à Han-sur-Lesse, Belgique, en décembre 1993.

## Publications
- Algèbres de fonctions et espaces de Hardy
- Cours sur les semi-groupes
- Evolution equations and their applications in physical and life sciences, proceedings of the Bad Herrenalb (Karlsruhe), Allemagne (conférence) ; éd. par Günter Lumer et Lutz Weis. New York ; Basel : M. Dekker, cop. 2001. XII-511 p. : ill. ; Collection : Lecture notes in pure and applied mathematics ; 215,  (ISBN 0-8247-9010-3).
- Evolution equations solutions for irregular evolution problems via generalized solutions and generalized initial values ; applications to periodic shocks models
- Evolution equations, control theory and biomathematics, Proceedings of the Han-sur-Lesse conference [20-26 octobre, Han-sur-Lesse, Belgique], éd. par Philippe Clément, Günter Lumer, 1994.
- Evolution Equations: Applications to Physics, Industry, Life Sciences and Economics EVEQ2000 Conference in Levico Terme (Trente, Italie), 30 octobre– 4 novembre 2000.
- Generalized functions, operator theory, and dynamical systems, 1998.
- Local polynomials are polynomials.
- Méthodes d'éléments finis de bord raffinés pour des problèmes aux limites concernant le laplacien et le bilaplacien dans des domaines polygonaux du plan
- Numerical range and states in the theory of Banach space operators (thèse).
- Partial differential equations models in physics and biology ed. par Günter Lumer, Serge Nicaise, Bert-Wolfgang Schulze. Berlin : Akademie Verlag, 1994. 421 p. : ill. ; Collection : Mathematical research ; 82 ;  (ISBN 3-05-501657-2).
- Sur les équations d'évolution en norme uniforme
- Time dependent parabolic problems on non-cylindrical domains with inhomogeneous boundary conditions
- Universal hardy class